# Eucalyptus alaticaulis
Eucalyptus alaticaulis är en myrtenväxtart som beskrevs av Watson och Pauline Y. Ladiges. Eucalyptus alaticaulis ingår i släktet Eucalyptus och familjen myrtenväxter. Inga underarter finns listade i Catalogue of Life.